# Клисура (Софійська область)
Клису́ра (болг. Клисура) — село в Софійській області Болгарії. Входить до складу общини Самоков.

## Населення
За даними перепису населення 2011 року у селі проживали 208 осіб, усі — болгари.
Розподіл населення за віком у 2011 році:
Динаміка населення: